# Michele Schirru
Michele Schirru fue un anarquista italiano que intentó asesinar al líder fascista Benito Mussolini.

## Biografía
Nació en Padria (Sassari), en Cerdeña, emigró muy joven a los Estados Unidos. En este período adhiere al anarquismo, y se vincula a L'Adunata dei Refrattari de New York. Trabajó vendiendo bananas en el mercado de Arthur Avenue, North Bronx; fue activista por la liberación de Sacco y Vanzetti, y actuó como militante antifascista entre los emigrados italianos.
Volvió a Europa via París. Se vinculó con grupos revolucionarios clandestinos presentando las credenciales de la publicación L'Adunata dei Refrattari, encontrándose con Emilio Lussu. Schirru fue obsesionándose con la idea de asesinar a Mussolini como única solución para liquidar al fascismo. El 2 de enero de 1931 se despidió de su amigo Lussu, que al ver su semblante triste le dijo: "arrivederci" ("hasta que nos volvamos a ver"), a lo que respondió Schirru: "no, non arrivederci. Addio."
Se alojó en el hotel Royal de Roma el 12 de enero. Estudió los itinerarios habituales de Mussolini por dos semanas. En este tiempo conoce a la bailarina húngara de 24 años, Anna Lucovszky, de la que se enamora y con la que pierde varios días y atrasa la preparación del atentado. En la noche del 3 de febrero es arrestado en el Hotel Colonna, luego de un encuentro con Anna. Intenta suicidarse en la comisaría con su propia pistola, aunque falla. Queda gravemente herido pero sobrevive con serias heridas en su rostro. Fue procesado por el Tribunale Speciale Fascista al que declaró su odio al fascismo. El 28 de mayo de 1931, fue condenado a la pena de muerte por fusilamiento, a cumplirse al día siguiente. En la sentencia se anotó la frase: «Quien atenta contra la vida del Duce atenta contra la grandeza de Italia, atenta contra la humanidad, porque el Duce pertenece a la humanidad». Fue fusilado en Roma.
Murió gritando: "Viva l'Anarchia!"